# Pero asterodia
Pero asterodia är en fjärilsart som beskrevs av Druce 1892. Pero asterodia ingår i släktet Pero och familjen mätare. Inga underarter finns listade i Catalogue of Life.